# Archivisches Menschenrecht
Als archivische Menschenrechte (auch archivalische Menschenrechte) werden die Regelungen durch das von der französischen Nationalversammlung am 25. Juni 1794 (der 7. Messidor des Jahres II nach revolutionärer Zeitrechnung) beschlossene Archiv-Gesetz bezeichnet. Das für die alteuropäischen Verhältnisse geradezu revolutionäre Gesetz regelte die Organisation eines neuartigen, staatlich-zentralistischen Archivwesens in der Republik Frankreich, legte erstmals die Öffentlichkeit des Archivgutes fest und führte damit eine frühe Rechtsform der Informationsfreiheit ein. In Artikel 37 des [Gesetzes], das im Bulletin des lois 12, Nr. 58, veröffentlicht wurde, war die freie Zugänglichkeit der Archive geregelt:

„Jeder Bürger kann in den Archiven an festgelegten Tagen und Stunden Einsicht in die dort aufbewahrten Schriftstücke verlangen. Sie wird ihm kostenlos vor Ort und unter gebührender Aufsicht gewährt.“

Diese Regelung war eine revolutionäre Neuerung in Europa. Der Historiker und Archivar Wilhelm Wiegand prägte daher zu Beginn des 20. Jahrhunderts den Begriff der „archivalischen Menschenrechte“. Die direkten Auswirkungen waren allerdings zunächst gering, die liberale Regelung wurde bald wieder kassiert. Die Öffnung der staatlichen Archive zog sich bis weit in das 20. Jahrhundert hin und ist auch heute noch nicht abgeschlossen.